# Castello Blue
Castello Blue, een Danish Blue-variant, is een zachte, blauwe schimmelkaas met een romige smaak. Deze blauwe kaas is geschikt als voorgerecht of bij gerechten met vruchten, noten en pasta. Oorspronkelijk komt de kaas uit Denemarken, waar ze in de jaren 60 ontwikkeld werd. De kaas bestaat voor 70 procent uit vetten en heeft een halvemaanvorm.